# Tomasz Pryliński

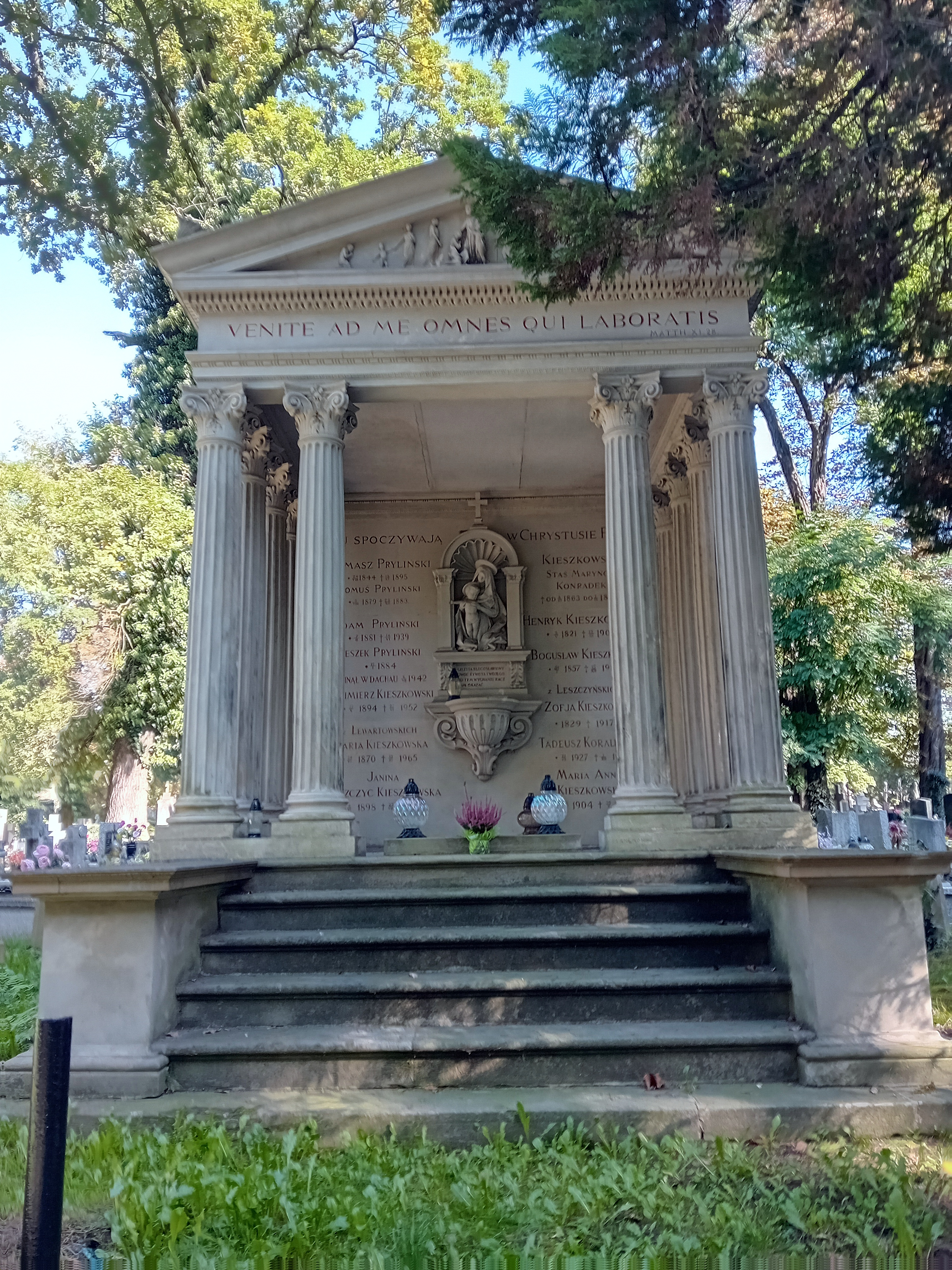
Grobowiec rodzinny

Tomasz Bartłomiej Pryliński (ur. 24 sierpnia 1844 w Warszawie, zm. 15 listopada 1895 w Thalkirchen) – polski architekt i konserwator zabytków działający głównie w Krakowie.

## Życiorys
Studiował w latach 1862–1866 w Bawarskiej Szkole Politechnicznej w Monachium, później w Zurichu, gdzie w 1869 ukończył politechnikę. Po przejściowym pobycie w Belgii, w 1872 osiadł w Krakowie. W 1873 pracował przy parcelacji gruntów dla Banku Galicyjskiego. Później skoncentrował się na pracy architekta i budowniczego. Był miłośnikiem i kontynuatorem renesansowych form architektonicznych. Był autorem projektu berła ofiarowanego Janowi Matejce przez miasto Kraków (1878). Wykonał nowatorską na tamte czasy dokumentację fotograficzną restauracji Zamku Królewskiego na Wawelu. Prowadził prace konserwatorskie kościoła Wizytek oraz Pałacu Biskupiego w latach 1881-1884. Zaprojektował sarkofag Józefa Ignacego Kraszewskiego na Skałce oraz tablicę pamiątkową ku czci Lucjana Rydla w kościele św. Anny.
W dniu 8 września 1878 ożenił się z Heleną Marią Kieszkowską (1853-1917), córka Henryka oraz siostra Czesława, Bogusława, Jacka).
Został pochowany w grobowcu rodzinnym Kieszkowskich i Prylińskich na cmentarzu Rakowickim w Krakowie w grobowcu projektu Zygmunta Langmana w kwaterze IX południe.

## Ważniejsze prace
- Restauracja  i nadbudowa piętra domu rodzinnego Jana Matejki, Kraków ul. Floriańska 41.
- Restauracja krakowskich Sukiennic (1875-1879).
- Projekt gmachu Towarzystwa Ubezpieczeń tzw. „Florianki” przy ulicy Basztowej w Krakowie (1879).
- Dom Ubogich im. Helclów, Kraków ul. Helclów 2 (1884).
- Projekt kasyna wojskowego w Krakowie.
- Restauracja katedry w Przemyślu, w tym ołtarza głównego.
- Projekt pawilonu browaru okocimskiego na wystawie lwowskiej (1894).
- Restauracja fasady kościoła Ofiarowania NMP w Wadowicach w stylu neobarokowym (koniec XIX wieku).
- Dom rodziny Janikowskich, Kraków ul. Basztowa 4 (1878).
- Willa Domańskich, Rudawa ul. A. Domańskiej 19 (1896).

## Prace

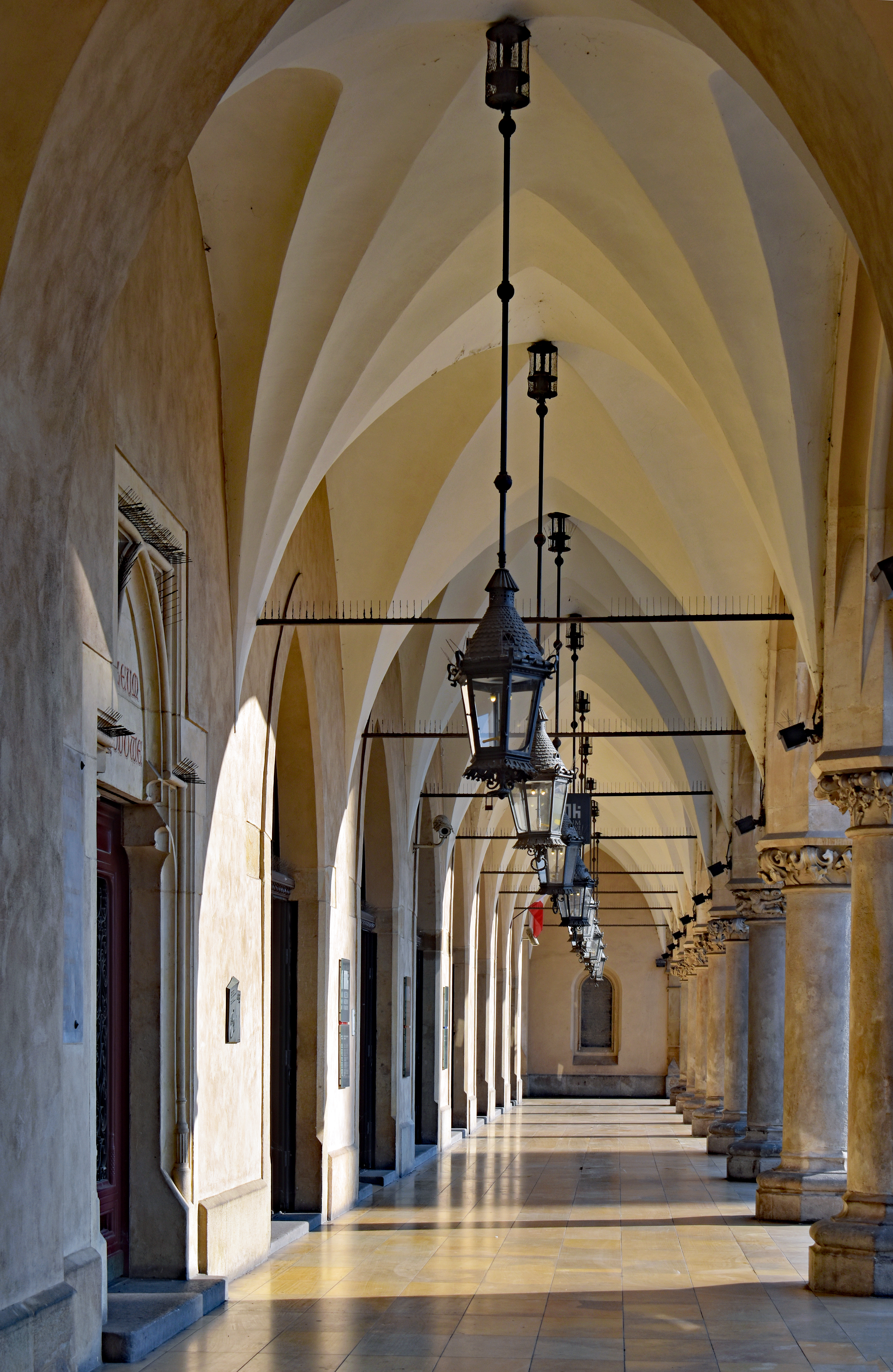
Arkady krakowskich Sukiennic. Kolumny mają kapitele projektu Jana Matejki
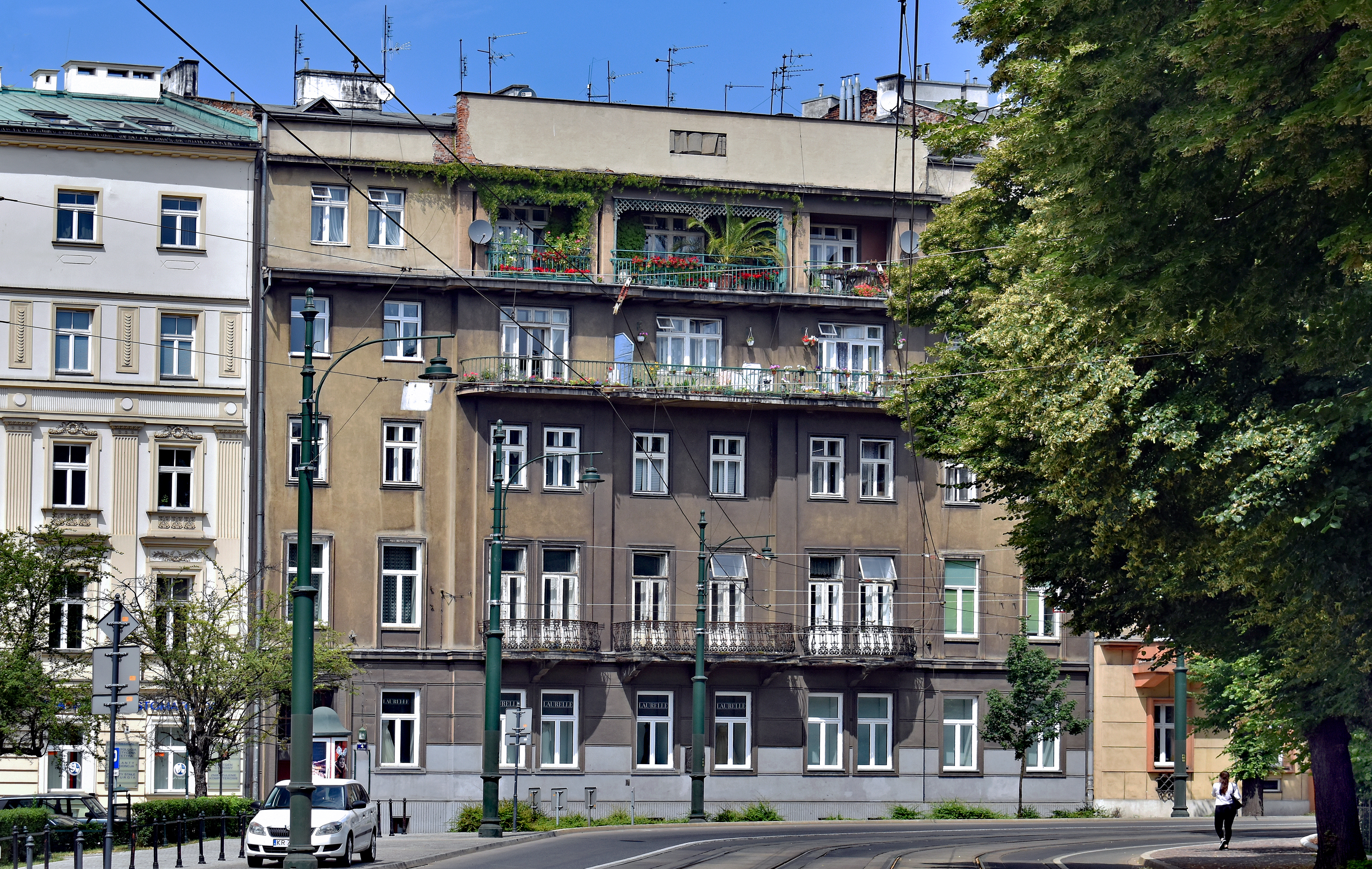
Kamienica czynszowa (1878) Kraków ul. Basztowa 4
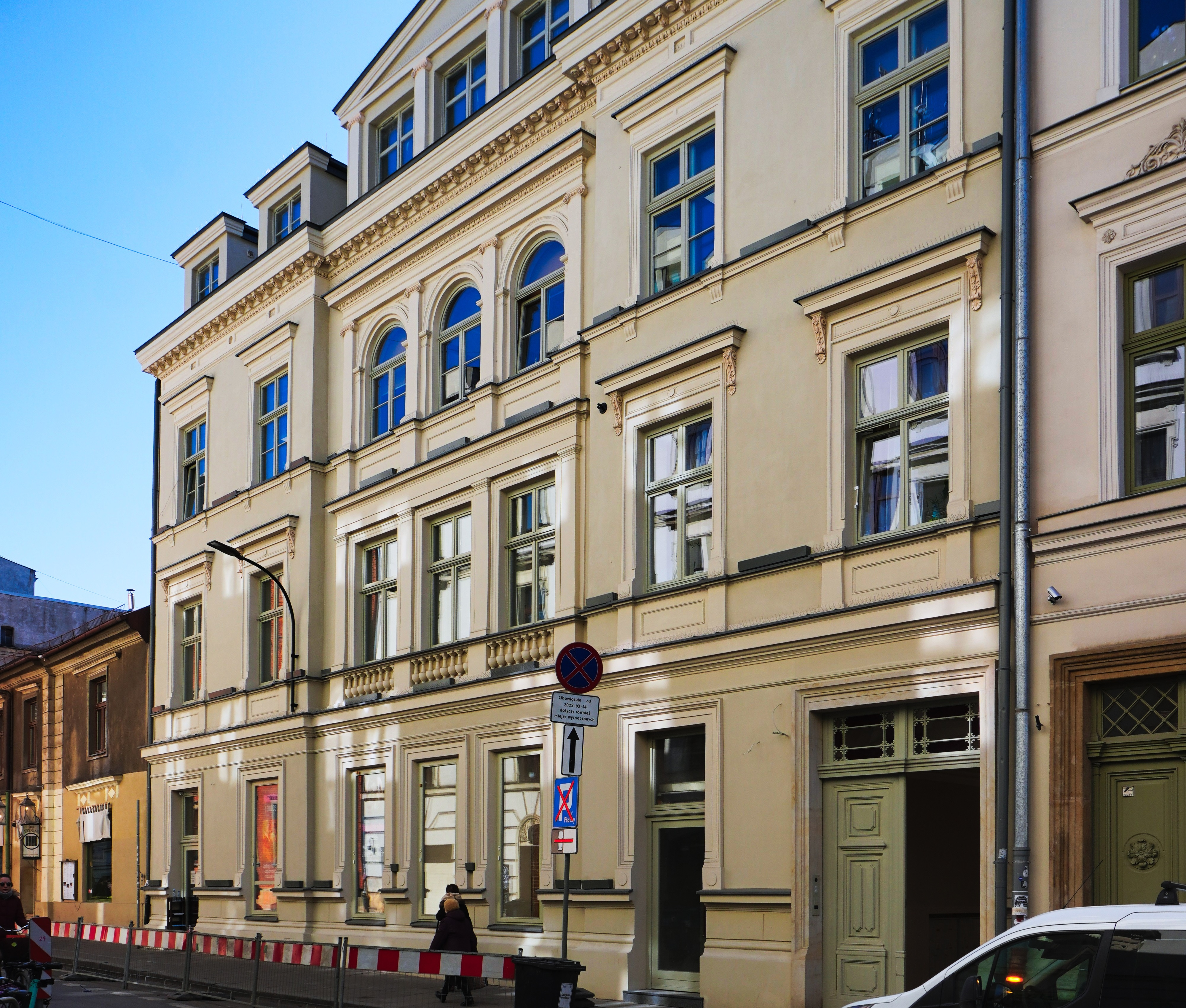
Kamienica (1873–1874, wspólnie z Teofilem Żebrawskim i Januszem Niedziałkowskim), Kraków ul. Krupnicza 8
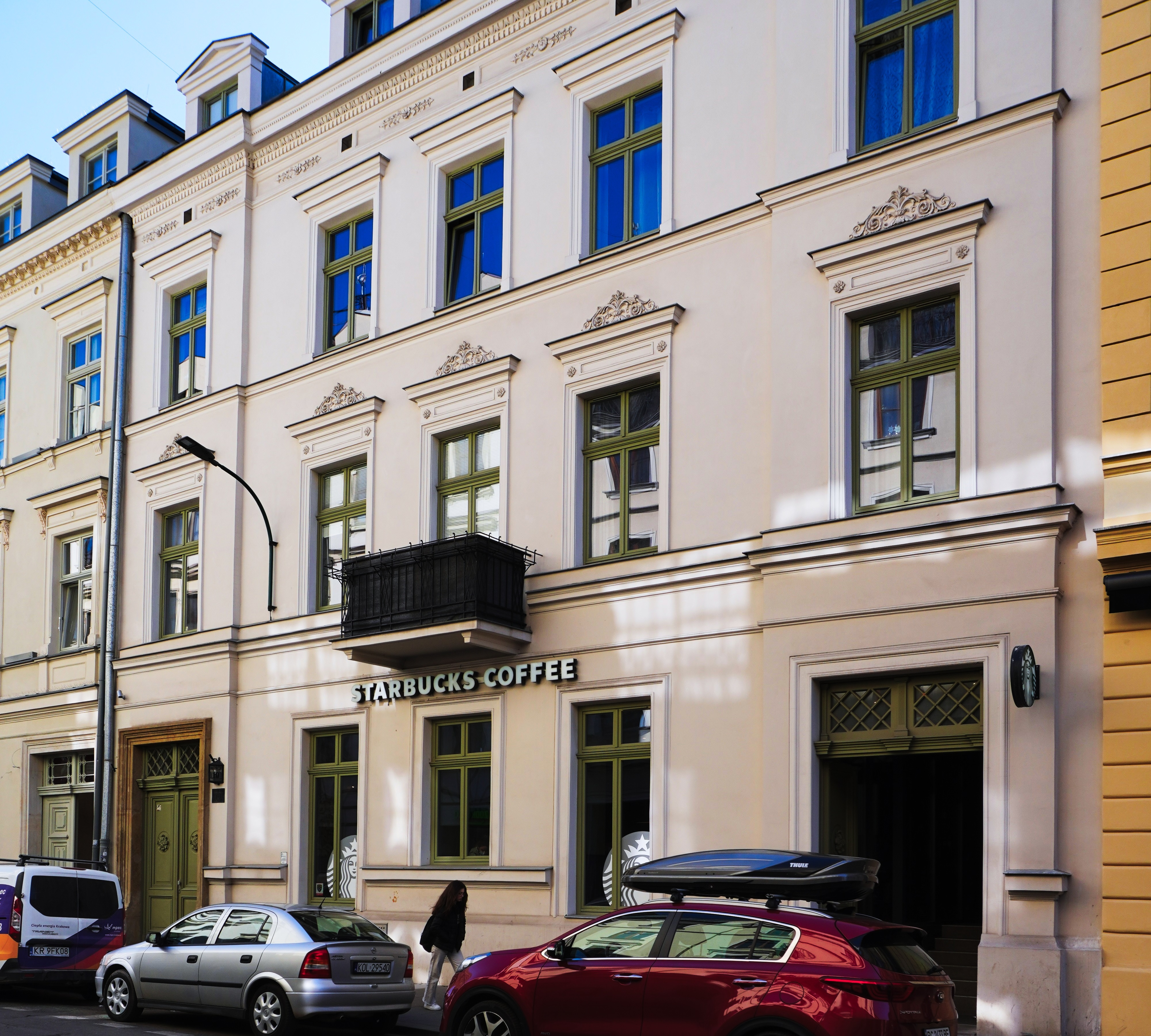
Kamienica (1873–1874, wspólnie z Teofilem Żebrawskim i Januszem Niedziałkowskim), Kraków ul. Krupnicza 10
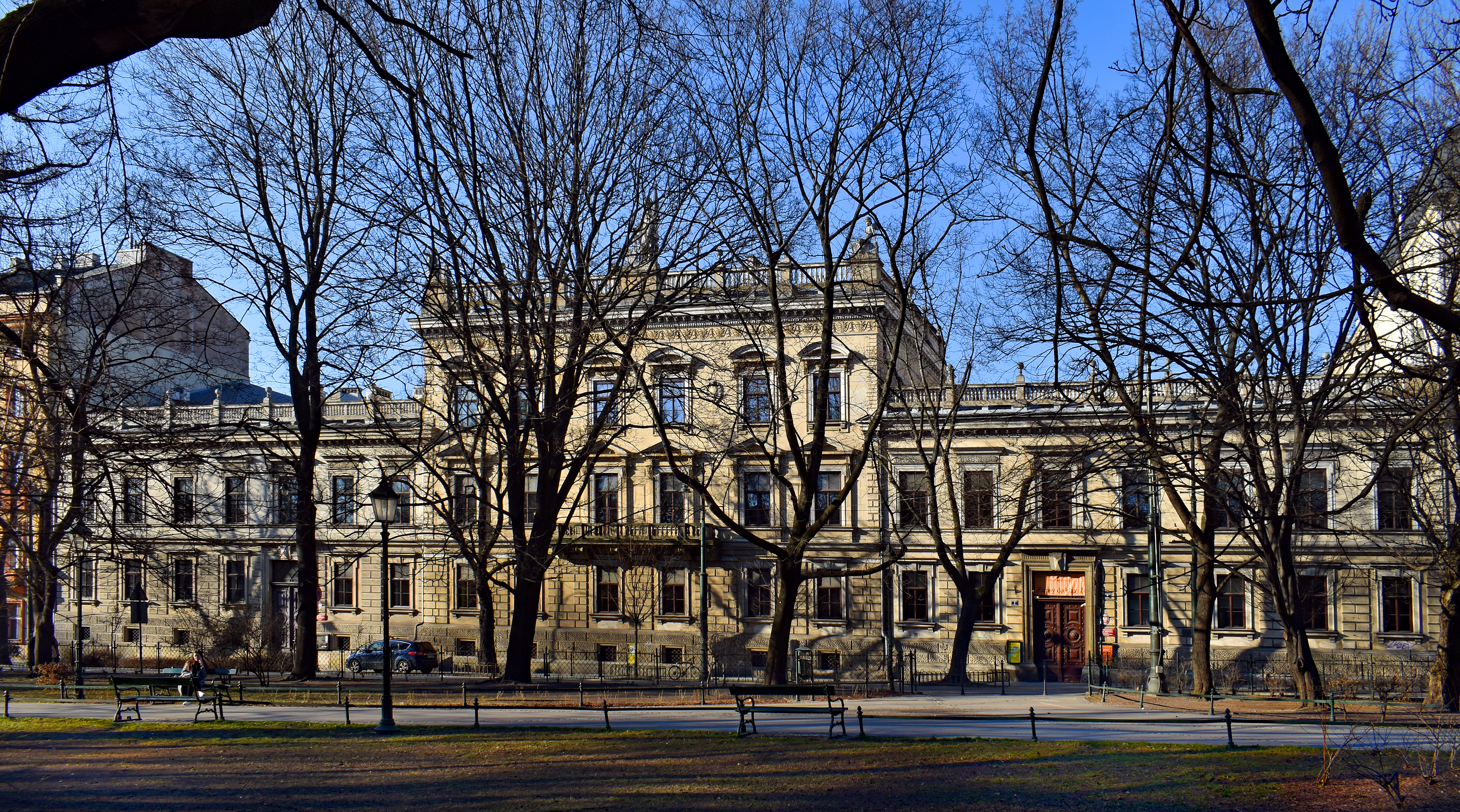
Budynek dawnego Towarzystwa Ubezpieczeń „Florianka” Kraków ul. Basztowa 6-8 (1879)
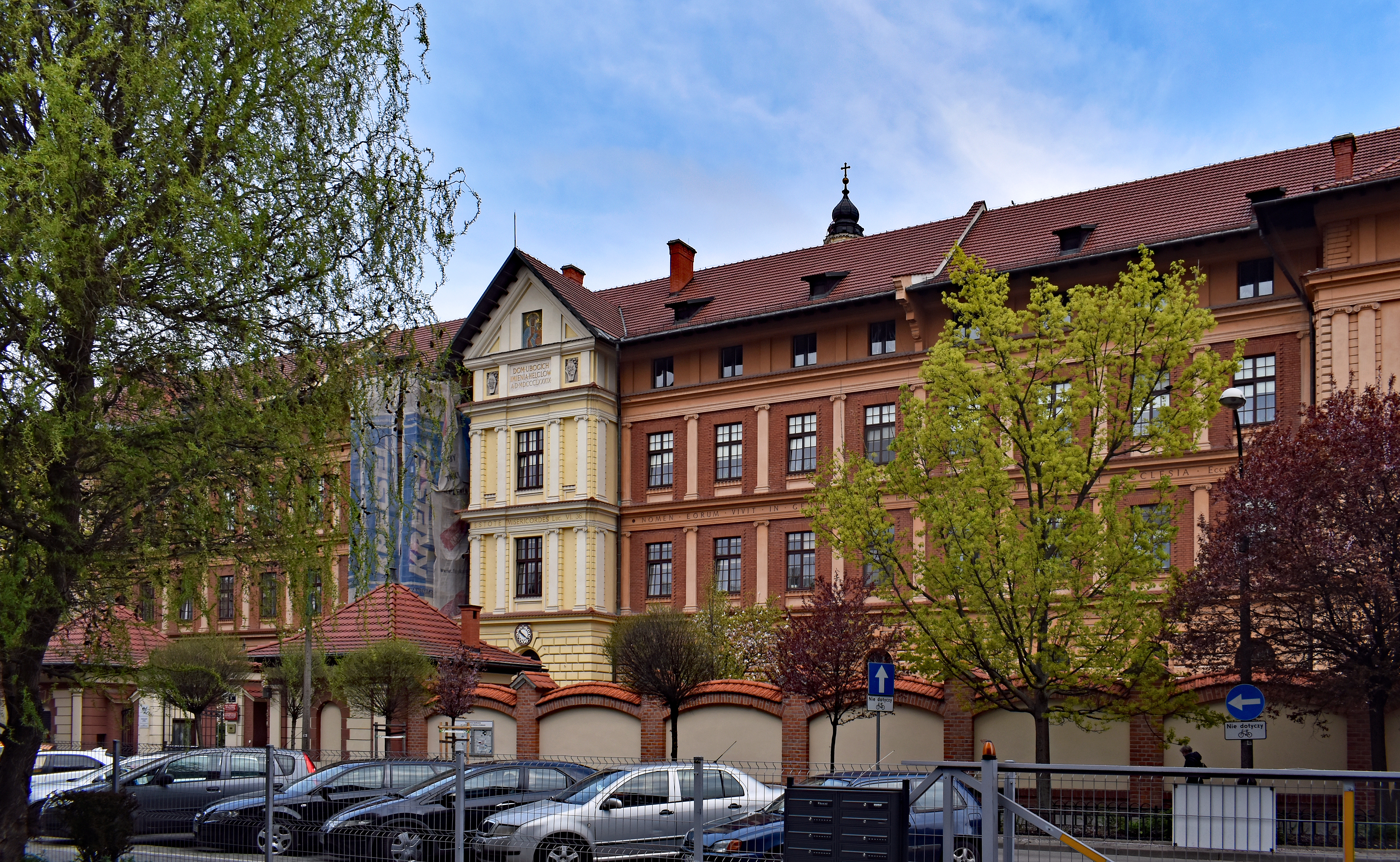
Dom Ubogich im. Helclów Kraków ul. Helclów 2
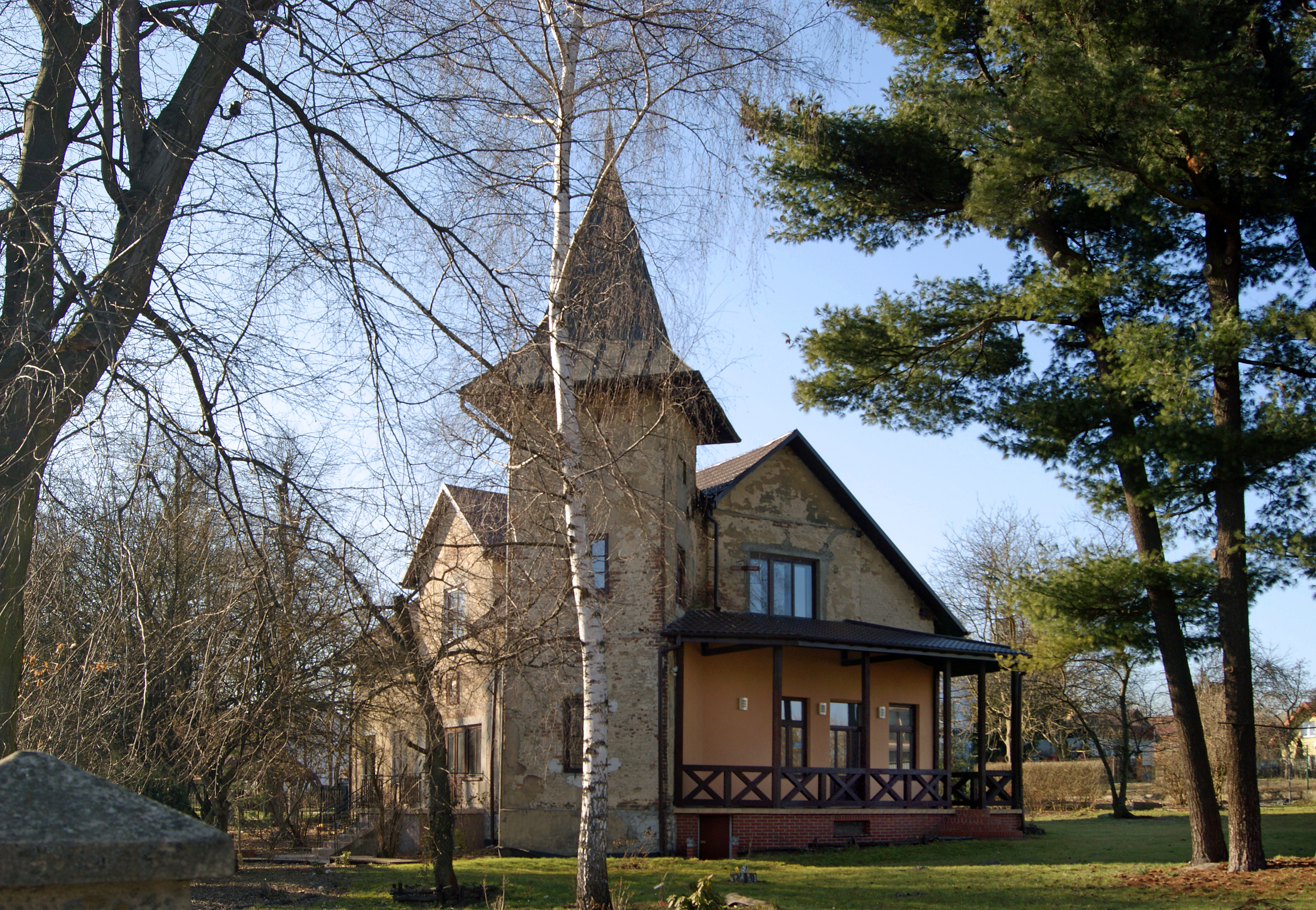
Willa Domańskich (1896) Rudawa ul. A. Domańskiej 19